# Замок Дакр
Замок Дакр (англ. Dacre Castle) — окружённая рвом рыцарская башня в деревне Дакр в 6,5 км к юго-западу от Пенрита, Камбрия, Англия. Замок был построен в середине XIV века предположительно Маргарет Малтон, супругой Ральфа Дакра, на фоне угрозы шотландского вторжения и набегов. Он оставался в собственности семьи Дакр до XVII века. 20-метровая башня выстроена из местного песчаника, увенчана зубцами и имеет четыре турели, выступающие по углам основного строения. Замок был отремонтирован в 1670-х и 1960-х годах по причине ветхости. Сейчас в замок находится в частной собственности, и в нём живут люди. Памятник архитектуры первой категории.